# Fugida dels Comtes

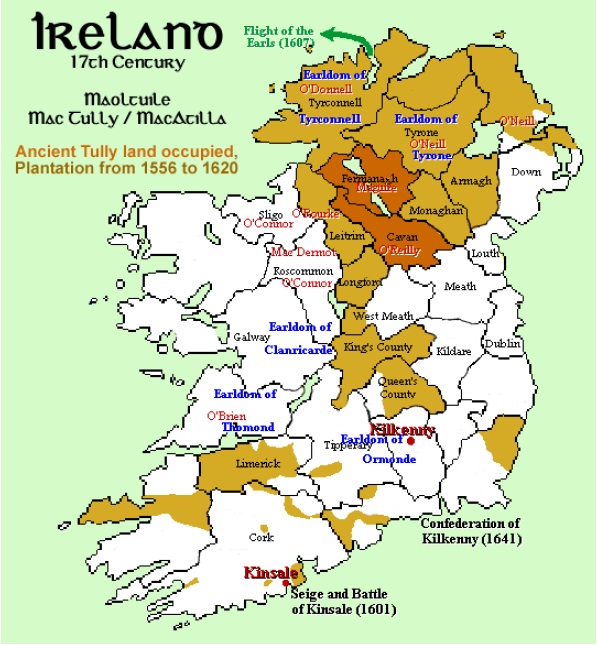
Mapa de les terres abandonades pels comtes

Fugida dels comtes (mapa interactiu)

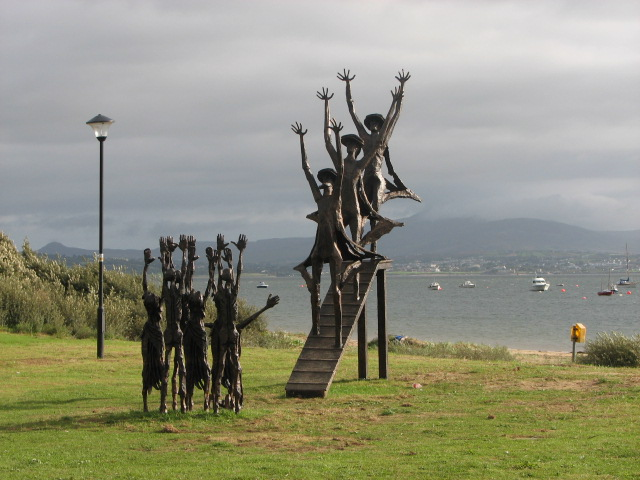
Monument commemoratiu a Rathmullan

La fugida dels comtes (en irlandès: Imeacht na nlarlaí, en anglès: the Flight of the Earls) es refereix a la marxa d'Irlanda d'Hugh O'Neill, comte de Tyrone i Rory O'Donnell, el 14 de setembre de 1607. Aquest moment va marcar la fi de l'era medieval d'Irlanda i del seu sistema de clans ancestrals, ja que amb la colonització de zones importants de l'illa es va introduir un element cultural anglès. La naturalesa dels clans irlandesos consistia a lluitar constantment, ja que així havien estat educats, per la qual cosa es dedicaven a devastar i assaltar les terres veïnes a les seves províncies o de clans enemics. La majoria dels patriarques dels clans solien tenir presoners captius per la resta de les seves vides, alguns d'ells fins i tot arribats a encegar.

## Preludi de l'exili
Després de la derrota en la batalla de Kinsale, i la fi de la Guerra dels Nou Anys irlandesa, Hugh O'Neill i Red Hugh O'Donnell, senyor de Tyrconnell i germà gran de Rory O'Donnell i predecessor seu, es trobaven en una situació molt difícil. Red Hugh O'Donnell va partir cap a la cort de Felip III a Espanya, tractant de trobar suport per iniciar una nova revolta, on va morir. Per la seva banda, Hugh O'Neill, que havia estat vençut i capturat per lord Mountjoy i Rory O'Donnell van haver de presentar-se davant el rei Jaume I d'Anglaterra a Londres. Tots dos rebels van rebre un tracte molt honrós del rei, que els va confirmar en les seves possessions i va concedir a Rory el títol de comte de Tyrconnell.
Com a rei que era d'Escòcia, Jaume comprenia millor que ningú els avantatges de col·laborar amb els caps locals. No obstant això, igual que havia succeït en altres zones d'Irlanda, la pau de 1603 es va traduir en l'aplicació de la llei de cessió i reatorgament, segons la qual, els nobles gaèlics lliuraven les seves terres a la corona, que les tornava a lliurar als seus propietaris, sempre que aquests juressin lleialtat al rei i admetessin les seves normes. Aquestes terres estarien regides segons el que es disposa en la legislació anglesa i no segons les tradicionals lleis Brehon gaèliques. Aquesta política seria aplicada de manera sistemàtica durant tot el procés conegut com a conquesta Tudor d'Irlanda.
Després de la defunció de Red Hugh O'Donnell el 10 de setembre de 1602, el seu germà Rory el va succeir com a vint-i-cinquè cacic del clan O'Donnell. Posteriorment, el 4 de desembre de 1603, Jaume I li va concedir el títol de comte de Tyrconnell, i el 10 de febrer de 1604 li va retornar les terres confiscades, encara que amb certes retallades.
A partir de 1605 el nou lord tinent d'Irlanda, Arthur Chichester, va iniciar una política de pressió cap a O'Neill, O'Donnell i els seus aliats Maguire, desposseint-los de terres que lliurava als O'Catháin, clan molt més disposat a col·laborar amb el govern anglès. Per si no n'hi hagués prou, el descobriment del conspiració de la pólvora aquest mateix any va fer reduir encara més la credibilitat dels catòlics davant la corona anglesa. Davant les repetides queixes d'O'Neill sobre la gestió de Chichester, va ser convidat per Jaume I a formular el seu cas al Consell privat a Londres, cosa que mai va fer.
Cap a 1607, la situació dels aliats d'O'Neill començava a ser insostenible davant les repetides retallades en les seves possessions. Van considerar llavors la possibilitat d'iniciar una nova revolta. Abans de la Batalla de Gibraltar, van decidir viatjar a Espanya per buscar suport. No està gaire clar si O'Neill compartia les seves intencions, però sabia que quan l'administració de Londres conegués els moviments d'O'Donnell i Maguire, el considerarien igualment traïdor, per la qual cosa va optar per unir-se a la fugida.
La posició de la cort espanyola havia canviat molt des dels temps de l'anterior revolta. Després del final de la Guerra angloespanyola, Felip III no tenia gens d'interès a buscar un nou conflicte amb l'Anglaterra dels Stuart; a més, la flota espanyola havia estat derrotada per l'holandesa després de la Batalla de Gibraltar, per la qual cosa es van dirigir a Itàlia, on O'Neill moriria el 1616.

## La fi de l'ordre gaèlic
Els comtes i alguns seguidors van partir de la població de Rathmullan, a la vora del llac Swilly en un vaixell de bandera francesa. Els fugits eren descendents d'algunes de les famílies gaèliques més antigues i poderoses, que havien governat l'Úlster durant segles. La fugida dels comtes marca un punt d'inflexió en la història irlandesa. Malgrat la seva adhesió al sistema gaèlic, els avantpassats dels comtes havien rebut els seus títols de la corona anglesa, i acceptat la política de cessió i reatorgament. Alguns historiadors argumenten que la fugida va ser una resposta davant la pressió exercida pel govern anglès durant la reconquesta Tudor d'Irlanda; uns altres opinen que fou un error estratègic que va buidar el camí per a la colonització de l'Ulster.

## El viatge
Els comtes van sortir de Rathmullan, una vila als marges del llac Swilly al comtat de Donegal, acompanyats de 90 seguidors, molts d'ells nobles de l'Úlster i alguns membres de les seves famílies. Molts d'ells hi van deixar les seves esposes, amb l'esperança de tornar o de retrobar-se amb elles més tard.
El difunt cardenal Tomas O'Fiaich, arquebisbe d'Armagh, va donar una conferència a Rathmullan al setembre de 1988 i va explicar que el comte de Tyrone suposadament "tenia una creu d'or que contenia una relíquia de la veracreu, i això va calmar les aigües darrere del vaixell, i d'acord amb O'Ciainain, li va alleugerir una mica la tempesta" durant la travessia a Quillebeuf-sur-Seine (Normandia, França); finalment, arribaren al continent el 4 d'octubre de 1607. La significació d'aquest acte també és subratllada pel fet que la data de l'exili de Rathmullan era la festa de l'exaltació de la Santa Creu. Aquesta suposada relíquia de la vera creu va ser probablement una relíquia menor presa de l'abadia de la Santa Creu que havien visitat en el camí a Kinsale el 1601.
La seva destinació era Espanya, però van desembarcar a França i van caminar per terra cap al Flandes espanyol. Alguns es quedaren a Lovaina, mentre que el grup principal va continuar cap a Itàlia. Planejaven tornar a Irlanda i lluitar per la recuperació de les seves terres amb el suport d'Espanya, però tots dos van morir a l'exili. Tadhg Ó Cianáin va descriure el viatge posteriorment amb gran detall.

## Els proscrits
El rei Jaume va emetre A Proclamation touching the Earles of Tyrone and Tyrconnell el 15 de novembre de 1607, descrivint llur acció com a traïció, i preparà el terreny per a l'eventual decomís de llurs terres i títols. No es va fer cap resposta a la proclamació.
Llurs títols foren proscrits el 1614, encara que continuaren reconeguts en el continent. Hom pot notar que la proscripció dels títols el 1614 (sis anys després de la mort del comte de Tyrconnell a Roma el 1608) difícilment pot haver estat considerada legítima, almenys als països catòlics continentals del moment. Fins i tot, en el context del govern colonial anglès a Irlanda, la proscripció arribà prop de sis anys després que Rory, 1r comte de Tyrconnell, hagués mort. Com a acusat, si se l'hagués tractat degudament hauria d'haver estat jutjat pels seus parells de la noblesa d'Irlanda, sota l'autoritat president del lord alt governador d'Irlanda. Tanmateix, ja era mort i no presentà la seva pròpia defensa, i el seu títol fou heretat pel seu fill Hugh "Albert" O'Donnell. Per tant, a fi de prescriure el títol, el jutjat hauria d'haver estat Hugh "Albert", que de fet no havia comès cap delicte. Segons la teoria legal anglesa, el títol possiblement havia caducat tan aviat com ell s'havia embarcat a la nau sense permís per sortir d'Irlanda, i quan era caducat no podia passar després als seus descendents sense cap permís especial.
Per tant, la proscripció va ser considerada pels seus seguidors com una paròdia de la justícia i va ser considerada nul·la per molts al continent. La successió del comte del fill de Tyrconnell, Hugh "Albert" O'Donnell, com a segon comte de Tyrconnell (primera creació) va ser, per tant, reconeguda com a vàlida a l'estranger, sobretot en l'àmbit espanyol. Per tant, la proscripció va ser considerada pels seus seguidors com una paròdia de la justícia i, per tant nul·la.
Aquestes proscripcions van tenir un gran impacte en la població de l'Úlster. L'acord de pau de 1603 entre els tres senyors va acabar, i aleshores els trencaren les condicions marxant del regne sense permís, i llurs terres de domini absolut foren confiscades. Chichester proposà una nova colonització amb colons d'Anglaterra, Gal·les i Escòcia, patrocinada en part pels mercaders de la ciutat de Londres, que serà coneguda com la colonització de l'Ulster. Això va tenir un gran impacte negatiu en les classes baixes de cultura gaèlica a l'Úlster, un resultat que encara es passa per alt.

## Canvi en la política espanyola
En la butlla papal Ilius de 1555, el papa havia conferit el títol de rei d'Irlanda a Felip II d'Espanya quan es va casar amb Maria I d'Anglaterra. Felip II no va fer cap reclamació sobre el reialme d'Irlanda a la mort de Maria el 1558. Es va embolicar en una llarga guerra des de 1585 entre la seva germana Elisabet I d'Anglaterra i el seu successor Felip III va donar suport als irlandesos catòlics rebels durant el setge de Kinsale el 1601. O'Neill i els seus aliats li havien ofert el tron el 1595, però el va rebutjar. Donat aquest llarg suport, era raonable per a Tyrconnell i Tyrone intentar demanar ajut a Felip III, però la política exterior espanyola va ser la de mantenir la seva recent (1604) pau amb Anglaterra, i la seva flota europea s'havia vist afeblida pels nombrosos conflictes (com amb els neerlandesos només quatre mesos abans). Hi havia dues possibilitats en el moment de la fugida:
- O bé els comtes no sabien que Espanya era incapaç i poc disposada a ajudar-los, o
- ho sabien, i enganyaren els seus seguidors fent-los creure que la invasió espanyola arribaria en mesos.

## Commemoració del 400è aniversari

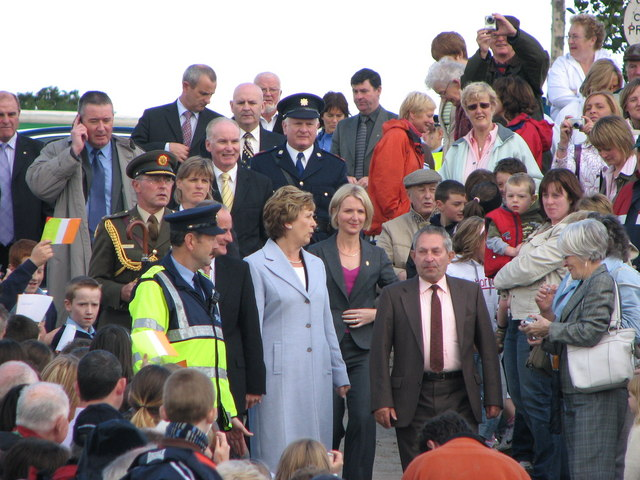
La presidenta d'Irlanda Mary McAleese inaugura una estàtua que representa la fugida dels comtes a Rathmullan el 4 de setembre de 2007

El 14 de setembre de 2007 se celebrà el 400è aniversari de la fugida dels comtes arreu de Donegal, organitzant una regata de grans velers, focs artificials, xerrades i conferències. La presidenta d'Irlanda Mary McAleese inaugurà una estàtua representant la fugida a Rathmullan. Hi ha una exhibició permanent dedicada a la fugida dels comtes i la subseqüent colonització a Draperstown a Irlanda del Nord, i al "Flight of the Earls Centre" a la torre Martello de Rathmullan.
El 2008, hi hagué celebracions del 400è aniversari de l'arribada dels comtes a Roma, amb una actuació de celebració per la Cross Border Orchestra of Ireland a l'església de Sant Ignasi a Roma.